# دانشگاه ویکتوریا در ملبورن

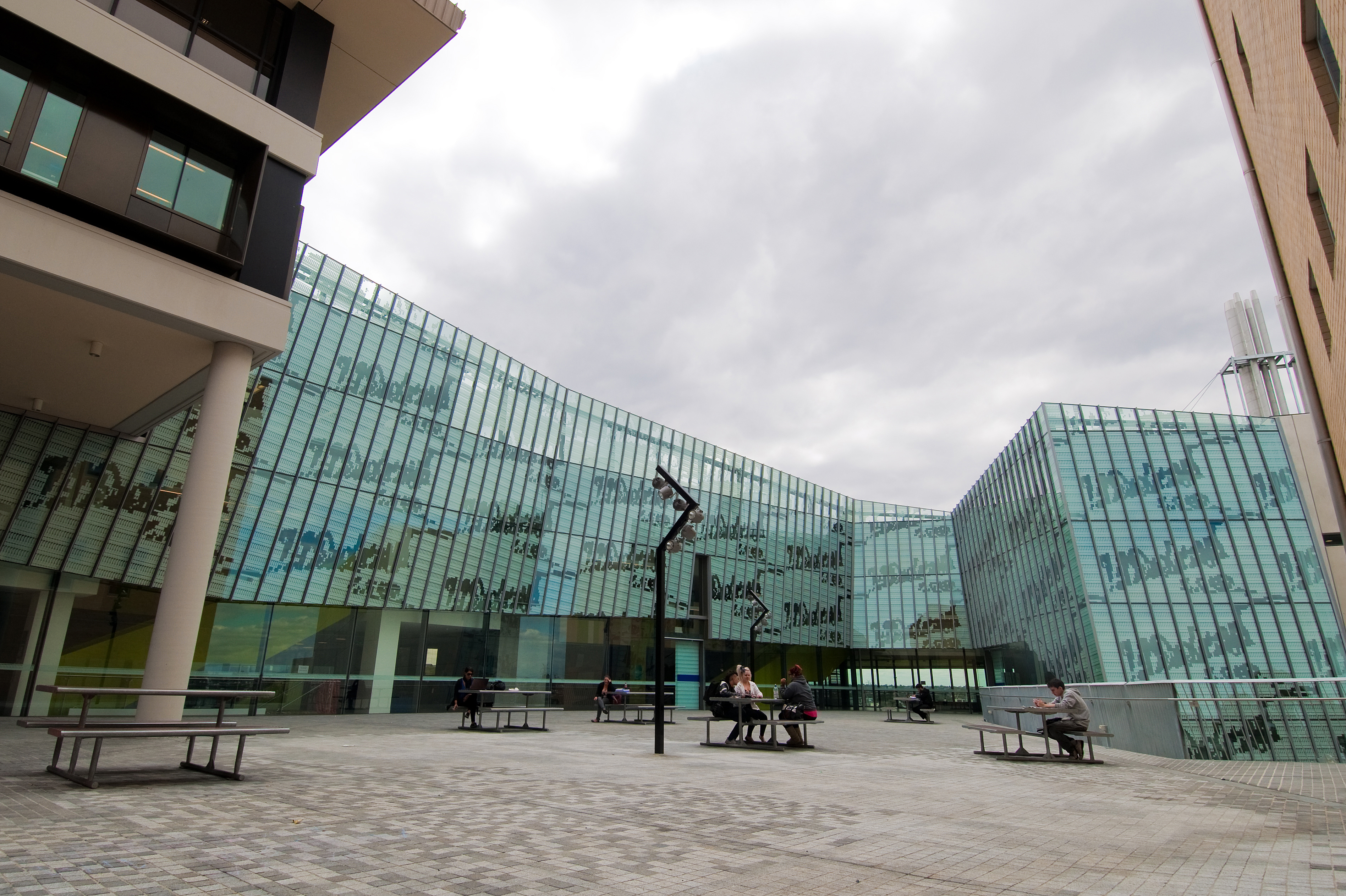
محوطه پارک دانشگاه ویکتوریا در ملبورن

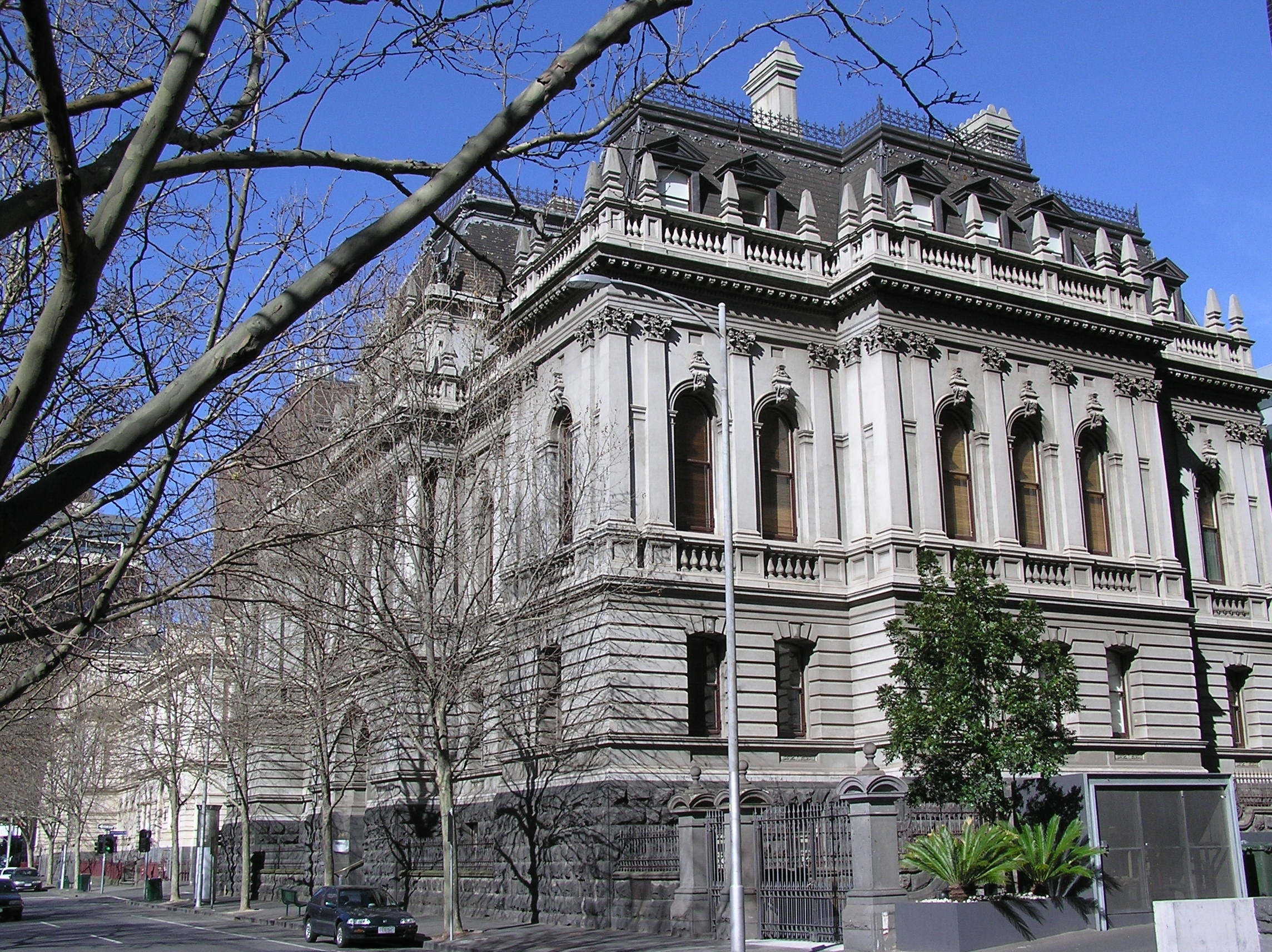
محوطه شهری دانشگاه ویکتوریا در خیابان کوئین

دانشگاه ویکتوریا در ملبورن (به انگلیسی: Victoria University, Melbourne) یک دانشگاه دولتی که شامل چندین محوطه دانشگاهی در مرکز شهر ملبورن، ناحیه غربی ملبورن، سیدنی است. طبق رنکینگ QS در سال ۲۰۱۹، این دانشگاه در رتبه ۳۰امین دانشگاه برتر استرالیا قرار دارد. همچنین بر اساس رتبه‌بندی تایمز جز ۳۵۰ دانشگاه برتر دنیا است.